# Flugten gennem Luften
Flugten gennem Luften er en dansk stumfilm fra 1913, der er instrueret af August Blom efter manuskript af Alfred Kjerulf.

## Handling
Denne artikel mangler et handlingsreferat. Hjælp os med at skrive det.

## Medvirkende
- Valdemar Psilander - Einer Bang
- Ebba Thomsen - Aase, Einers kæreste
- Anton Gambetta Salmson - Højesteretsadvokat Ewald, Aases far
- Robert Dinesen
- Alma Hinding
- Otto Lagoni